# Hesperocorixa nitida
Hesperocorixa nitida är en insektsart som först beskrevs av Franz Xaver Fieber 1851.  Hesperocorixa nitida ingår i släktet Hesperocorixa och familjen buksimmare. Inga underarter finns listade i Catalogue of Life.